# Hans-Reyhing-Stube
Die 1985 eingerichtete Hans-Reyhing-Stube in Hohenstein-Bernloch ist ein Literaturmuseum für den schwäbischen Heimatdichter Hans Reyhing.
Hans Reyhing, 1882 in Bernloch geboren, gilt als Schilderer der Schwäbischen Alb und ihrer Bauern. Zu den Ausstellungsstücken gehören ein Bild des Dichters, das ihn mit Hut und Stock zeigt, sein Bücherschrank und Schreibtisch sowie die Ehrenbürgerurkunde von Bernloch, die ihm 1932 verliehen wurde. Ferner ist sein komplettes Werk, darunter Albheimat, Burrenhardter Leut, Die Stunde ist da und die Romantrilogie Der tausendjährige Acker in der Ausstellung zu sehen.